# Sukabumi (Pajar Bulan)
Sukabumi is een bestuurslaag in het regentschap Lahat van de provincie Zuid-Sumatra, Indonesië. Sukabumi telt 249 inwoners (volkstelling 2010).